# 西乌兰不浪镇
西乌兰不浪镇，是中华人民共和国内蒙古自治区呼和浩特市武川县下辖的一个乡镇级行政单位。

## 行政区划
西乌兰不浪镇下辖以下地区：
乌兰不浪村、圪妥村、什拉兔村、什八台村、四大永村、巨宝庄村、红山子村、大以克村和东后河村。